# Clorinda Matto de Turner
Clorinda Matto de Turner (Cusco, 11 de Novembro de 1853 — Buenos Aires, 25 de Outubro de 1909), foi uma escritora peruana.
Escreveu Pássaros sem ninho em 1889, um dos mais importantes romances latino-americanos sobre os povos indígenas. A história trata do romance de um homem branco com uma mulher indígena.
Matto de Turner é um dos exemplos de mulheres liberais do século XIX, ela se formou na Escola Secundária Feminina Nacional do Peru, chamando a atenção pela procura de matérias extracurriculares consideradas não femininas como Biolgia e Física.
Ela se casou em 1871 antes mesmo de completar 15 anos, o sobrenome Turner era do marido e foi acrecentado ao seu, segundo a tradição acompanhado de preposição de, ficando assim Clorinda Matto de Turner.
Matto de Turner foi amiga e pupila da também feminina liberal argentina Juana Manuela Gorriti.
Assim como sua mentora Matto de Turner, organizou na sociedade peruana salões literários e fundou um periódico somente para mulheres, seus artigos foram considerados tão controversos que fez com que seus jornais fossem queimados, e ela foi formalmente expulsa da Igreja Católica. Em 1895, o governo do Peru a deportou, ela se refugiou na Argentina, assim como sua mentora Gorriti,  e lá passou o resto da vida como uma educadora respeitável.

## Obras
- Hime Sumac
- Índole
- Herencia
- Aves sin nido (1889)